# Tranvia Vercelli-Biella
La tranvia Vercelli-Biella era una linea tranviaria interurbana che collegava le città di Vercelli e Biella dal 1890 al 1933.

## Storia

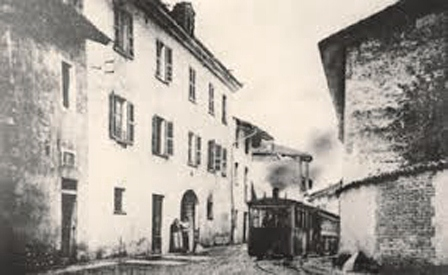
Classica immagine del transito a Candelo

Nel dicembre 1885 fu costituito a Vercelli un comitato per la costruzione di una linea tranviaria che unisse la città a Biella, composto dai rappresentanti di sedici comuni interessati: la tranvia avrebbe permesso di accorciare di dieci chilometri il collegamento tra le due città, diversamente dal collegamento ferroviario (che prevedeva il trasbordo alla stazione di Santhià). Nel 1888 la deputazione provinciale di Novara accordò la concessione della linea alla ditta belga Valère Mabille, che ne offrì l'esercizio per tre anni alla Società Anonima dei Tramways Vercellesi (poi Società Anonima Tramvie Vercellesi, SATV).
La costruzione fu affidata a Ercole Belloli, che nel vercellese aveva già impiantato le tranvie Vercelli-Trino, Vercelli-Aranco e Vercelli-Casale Monferrato, mentre la progettazione e la direzione dei lavori furono affidati all'ingegner Emanuele Borella, che ne gestì l'esercizio sino al 1897.
La linea fu inaugurata il 24 marzo 1890; il primo orario prevedeva tre coppie di corse giornaliere che compivano l'intero percorso in tre ore; nelle domeniche d'autunno era prevista una corsa speciale per i cacciatori. Per via della lunghezza dei convogli tranviari (composti in genere da quattro vetture e svariati carri merce) la linea divenne nota come "Biciulan", tipico biscotto di Vercelli.
Durante la prima guerra mondiale il pacchetto azionario di maggioranza della SATV passò nelle mani di alcuni industriali biellesi, che potenziarono il servizio: gli anni tra il 1915 e il 1925 furono quelli di maggior traffico per la rete delle tranvie SATV.

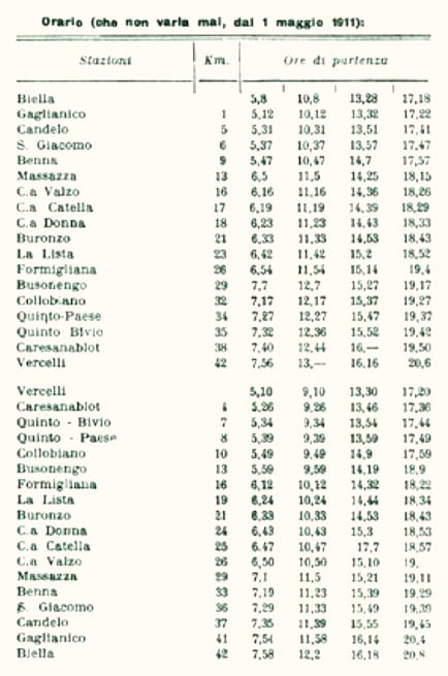
Orario del 1911

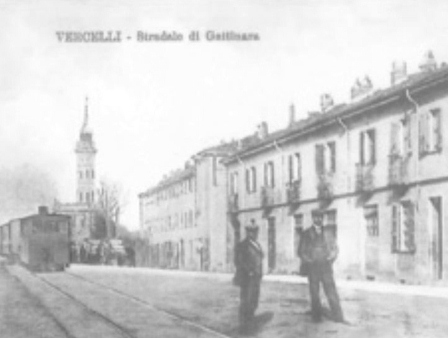
Vercelli, Stradello di Gattinara

Nel 1926 il pacchetto azionario della SATV fu rilevato dalle Ferrovie Elettriche Biellesi (FEB) al fine di integrare le due reti: fu quindi studiato un piano per la ricostruzione delle linee SATV in sede propria con elettrificazione e cambio dello scartamento, adottando quello ridotto (950 mm). Contrasti con gli enti locali, in particolare con il podestà di Vercelli, che richiedevano il mantenimento dello scartamento ordinario al fine di permettere un collegamento ferroviario diretto tra Biella, Vercelli, Alessandria e Genova evitando di passare per il nodo di Santhià, portarono all'annullamento parziale del piano, del quale fu attuato unicamente l'elettrificazione della linea per Trino, unica della rete SATV a mantenere un buon livello di traffico.
Il mancato rinnovamento e la concorrenza della ferrovia (dal 1925 la società che gestiva la ferrovia Santhià-Biella istituì corse dirette sino a Vercelli) fece sì che la tranvia seguisse il destino di molte altre linee italiane a trazione a vapore: nel luglio 1932, con autorizzazione ministeriale al circolo ferroviario di ispezione di Torino, fu approvata la chiusura della Vercelli-Biella, che cessò l'esercizio il 31 gennaio 1933. Fu sostituita da corse automobilistiche (attive già dal 1º marzo 1931) della Società Anonima Biellese Autotrasporti (SABA), consociata della FEB.

## Caratteristiche
| Unused urban continuation backward |

| Unknown route-map component "uexBHF" |

| Unknown route-map component "CONTgq" | Unknown route-map component "uxmKRZ" | Unknown route-map component "CONTfq" |

| Unknown route-map component "uexBHF" |

| Unknown route-map component "uexBHF" |

| Unknown route-map component "uexCONTgq" | Unknown route-map component "uexABZgr" |  |

| Unknown route-map component "uexBHF" |

| Unknown route-map component "uexBHF" |

| Unknown route-map component "uexBHF" |

| Unknown route-map component "uexBHF" |

| Unknown route-map component "uexBHF" |

| Unknown route-map component "exCONTgq" | Unknown route-map component "uexmKRZ" | Unknown route-map component "exCONTfq" |

| Unknown route-map component "uexBHF" |

| Unknown route-map component "uexBHF" |

| Unknown route-map component "uexBHF" |

| Unknown route-map component "uexBHF" |

| Unknown route-map component "uexBHF" |

| Unknown route-map component "uexBHF" |

| Unknown route-map component "uexBHF" |

| Unknown route-map component "STR+l" | Transverse track + Unknown route-map component "uexBHF" | Unknown route-map component "CONTfq" |

| Unknown route-map component "eABZgl" | Unknown route-map component "uexmKRZu" | Unknown route-map component "exCONTfq" |

| Continuation forward | Unknown route-map component "uexABZg+l" | Unknown route-map component "uexCONTfq" |

| Unknown route-map component "uexBHF" |

|  |  | Unknown route-map component "uexSTRl" | Unknown route-map component "uexBHFq" | Unknown route-map component "uexCONTfq" |

La linea tranviaria era a binario singolo a scartamento ordinario di 1445 mm, quasi totalmente in sede promiscua tranne alcuni brevi tratti in sede propria. Si sviluppava per 41,715 km, di cui i primi 5 in comune con la linea per Aranco. Il raggio di curvatura era di 45 metri, la pendenza massima del 34 per mille. I tram potevano toccare una velocità massima di 25 km/h.

### Percorso

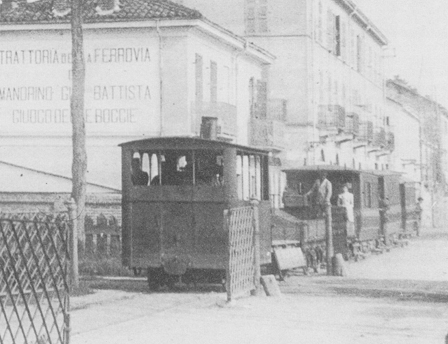
Intersezione con la ferrovia Torino-Milano

La tranvia partiva dalla stazione della SATV, situata nei pressi della stazione ferroviaria e della stazione delle tranvie della Società per le Ferrovie del Ticino (SFT) per Casale Monferrato e Biandrate-Fara.
Nel rione vercellese di Belvedere, in corso Fiume, la linea attraversava a livello la ferrovia Torino-Milano; uscita da Vercelli la linea seguiva la strada provinciale per Biella toccando i comuni di Caresanablot e Quinto Vercellese.
A Quinto si distaccava la linea per Aranco, quindi toccava le località di Collobiano, Busonengo, Formigliana, Balocco, località presso la quale veniva incrociata la Ferrovia Biella-Santhià.

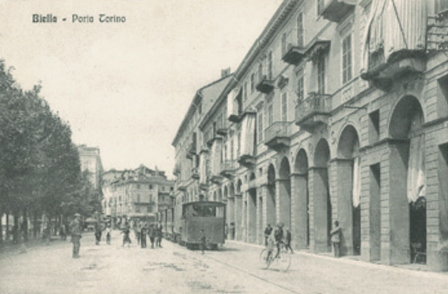
Biella, Porta Torino

Seguivano dunque Buronzo, Mottalciata e Villanova Biellese. A Massazza il convoglio veniva sdoppiato per superare la salita del Fraschei, quindi proseguiva per Benna e Candelo, ove veniva effettuata fermata in corrispondenza della stazione ferroviaria; sottopassato dunque il percorso originario di tale ferrovia, che conduceva alla stazione di testa di piazza Vittorio Veneto, si raggiungeva la frazione Gaglianico per giungere infine alla stazione capolinea di Biella dopo aver lasciato, sulla sinistra, il binario della linea per Borriana.

## Materiale rotabile
Il parco rotabile della SATV comprendeva dodici locomotive a vapore Henschel cabinate di tipo tranviario (alcune delle quali acquistate usate dalla SFT) di potenza compresa tra 100 e 250 CV e circa 150 tra carrozze a due assi di costruzione Grondona e carri merce; sulla linea erano impiegate le locomotive più potenti del parco, per via della pendenza massima della linea e dell'intenso traffico merci che si svolgeva.
Nel 1927 sulla linea prestavano servizio dieci locomotive a vapore.